# معرکه، صور
معرکه (به عربی: معركة) یک منطقهٔ مسکونی در لبنان است که در شهرستان صور واقع شده‌است.